# Nilen
Nilen (av grekiska: Νειλος Neilos, på arabiska: النيل an-nīl) är en flod i östra Afrika. Nilen är en omkring 6 670 kilometer lång flod och dess källa Victoriasjön ligger cirka 1 134 meter över havet. Avrinningsområdet är ungefär 3 250 000 kvadratkilometer, vilket motsvarar ungefär 10 procent av Afrikas yta. Utflödet vid flodens mynning är 2 830 kubikmeter per sekund. 
I Khartoum i Sudan flyter Vita och Blå Nilen ihop
och floden mynnar sedan ut i Medelhavet norr om Kairo med ett bördigt delta. 
Huruvida Nilen är längre än Amazonfloden i Sydamerika är fortfarande omdiskuterat, beroende på ett antal omständigheter. Dels varierar flodernas längd med tiden (framför allt på slätterna där floder ofta tenderar att ändra riktning), dels råder inte enighet om från vilken punkt en flods längd ska mätas och vilken som är Amazonflodens riktiga mynningsarm. Nilen förlorade dessutom flera kilometer meanderslingor av sitt lopp då Nassersjön uppstod när Assuandammen uppfördes.

## Sträckning och betydelse
Nilen har två huvudsakliga källflöden – Vita och Blå Nilen.
- Vita Nilen rinner upp i Victoriasjön på gränsen mellan Uganda, Kenya och Tanzania. Den flyter norrut genom Uganda och Sydsudan in i Sudan där den efter cirka 3 700 kilometer flyter ihop med Blå Nilen vid huvudstaden Khartoum och bildar Nilens huvudflöde.
- Blå Nilen rinner upp i Tanasjön på Abessinska höglandet i Etiopien och är cirka 1 500 kilometer lång.[2]

Victoriasjön i Uganda betraktas i allmänhet som Nilens främsta källa. Sjön har dock flera tillflöden av ansenlig längd från andra stora sjöar i Östafrikanska riftsystemet. Nilens mest avlägsna källflöde är Ruvyironzafloden i Burundi, en av Kageraflodens övre förgreningar. Kagera sträcker sig 690 kilometer innan den når Victoriasjön. 
Nilen lämnar Victoriasjön under namnet Victoria-Nilen. Den rinner ytterligare omkring 500 kilometer genom Kyogasjön innan den når Albertsjön som den lämnar som Albert-Nilen. Den fortsätter in i Sydsudan där den kallas Bahr al-Jabal. Där Bahr al-Jabal och Bahr al-Ghazal (som själv är 720 kilometer lång) möts blir Nilen Bahr al-Abyad eller Vita Nilen, vars namn motiveras av flodens stora mängder vitt sediment. Därifrån flyter floden vidare in i Sudan till Khartoum.

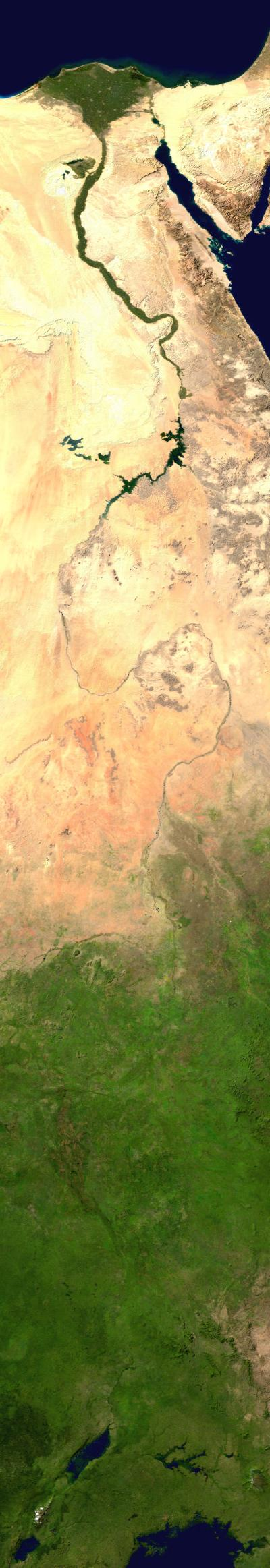
Nilen (kompositsatellitbild från NASA).

I Khartoum möter Vita Nilen Blå Nilen vars flöde från Tanasjön i Etiopiska höglandet sträcker sig 1 500 kilometer. I Etiopien kallas floden Abay (Blå Nilen). Efter Khartoum kallas floden bara Nilen. Det enda betydande tillflödet efter Khartoum är den 800 kilometer långa Atbarafloden, vars källa finns i Etiopien norr om Tanasjön. Den flyter samman med Nilen 300 kilometer norr om Khartoum.
I norra Sudan når Nilen den konstgjorda Nassersjön, som uppkommit genom byggnationen av Assuandammen (Höga Dammen) i Egypten, 220 kilometer från den sudanesiska gränsen. Vidare nedströms, vid staden Asyut och Asyutdammen, sträcker sig Bahr Jusef-kanalen bort till Fayoum. Därefter flyter Nilen mot norr för att genom Nildeltat utmynna i Medelhavet. Nilen har genom sitt sediment en stor betydelse för fiskeindustrin i östra Medelhavet.
Från sitt mest avlägsna tillflöde Ruvyionza till sitt utflöde i Medelhavet sträcker sig Nilen 6 695 kilometer. Mätt från Victoriasjön blir Nilens längd 5 584 kilometer. Nilens avrinningsområde är 2,8-3,4 miljoner kvadratkilometer.

## Historia
För det forntida Egypten var Nilen, som då kallades iteru (som skrevs med hieroglyferna som är avbildade till höger), en förutsättning för att den egyptiska civilisationen skulle kunna uppstå. Egyptierna observerade vattenståndet på flera platser med en nilometer. Nästan alla Egyptens invånare och alla dess städer fanns i Nildalen som är världens största oas och Nilen utgjorde civilisationens livsnerv. Floden personifierades i guden Hapi som representerade bördighet och pånyttfödelse. Floden svämmade över varje vår och försåg fälten i Nildalen med näring. På flera ställen utmed floden finns de så kallade katarakterna, sträckor där strömmen är mer intensiv, floden blir mer grund och rymmer många öar och klippor. Katarakterna utgjorde hinder för sjöfarten på Nilen. Den första katarakten, den närmast Medelhavet, ligger vid Assuan norr om Assuandammen. Norr om första katarakten är Nilen segelbar och utgör ett livligt turiststråk med stora kryssningsfartyg och traditionella segelbåtar felucca.

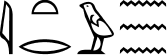
iteru

Grekerna och romarna försökte under antiken att kartlägga Nilens källa men lyckades inte ta sig igenom träsken i Sudd. De framställde därför floden som en manlig flodgud med ansiktet dolt bakom draperier. Nilens källa förblev okänd ända till 1800-talet, då John Hanning Speke blev den förste som kunde fastställa att dess källa var Victoriasjön.
Grekerna kallade även floden för Aigyptos (Αιγυπτος), vilket senare gav landet Egypten dess namn.
Floden var två gånger under nedtecknad historia täckt av is: året 829 e.Kr. och året 1010 e.Kr.

### Geologisk historia
Dagens Nilen är den femte i en rad av floder som flutit från det Etiopiska höglandet till Medelhavet. Satellitbilder visar torrlagda flodbäddar i öknen väster om dagens Nilen. Under miocen rann här en föregångare till dagens Nilen och grävde en djup flodbädd som söder om dagens Kairo var 1 400 meter djup. Under denna period var Medelhavet en torr och het saltbädd och denna flod (Eonile på engelska) skar sig ner i den afrikanska kontinenten till det som idag är Medelhavets botten. Idag är denna flodbädd täckt av senare tiders sediment, bland vilka gasförekomster har upptäckts.
Tidigare[när?] har också Tanganyikasjön bidragit till Nilens flöde. Vulkanutbrott i Virungabergen stoppade emellertid flödet i Rwanda. Om Tanganyikasjön fortfarande hade haft kontakt med Nilen hade dess gemensamma källor funnits i norra Zambia.

## Nilen i modern tid
Nilen utgör än idag en nödvändig livsförutsättning för en stor del av Egyptens befolkning som annars bara hade Saharaöknen att förlita sig till. De flesta egyptierna lever fortfarande i Nildalen, men uppförandet av Assuandammen 1970 gjorde att vårfloderna försvann och därmed även näringstillförseln från floden. Bland städerna längs Nilen kan nämnas: Kartum, Luxor, och de sammanväxta städerna Giza och Kairo.
I huvudflödet har vid Assuan byggts den så kallade Höga Dammen för att reglera Nilens flöde. Bygget innebar att Ramses II:s klipptempel vid Abu Simbel skulle komma att dränkas av den stora sjö - Nassersjön -  som bildades. Ett FN-lett internationellt samarbete genomfördes under åren 1964-68 där templet sågades i block, som sammanfogades till det gamla templet men på en ny skyddad plats.

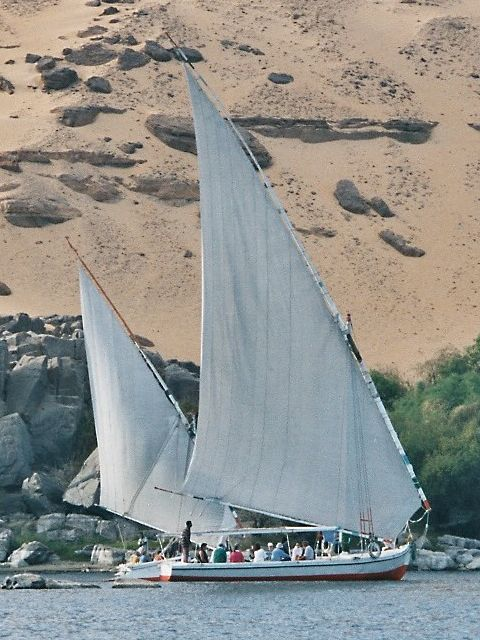
En felucca vid Assuan.

Dammbygget vid Assuan har också medfört diverse ekologiska biverkningar.
- Flodens näringsämnen som finns i flodsedimentet når inte fram till odlingsarealen, man måste använda konstgödsel på odlingsmarken.
- Flodens näringsämnen gynnade också planktontillväxten utanför flodens mynning, som led i detta har fiskpopulationen i östra Medelhavet försämrats.
- Flodsedimentet byggde också upp floddeltat, en uppbyggnad som kompenserade erosionen från havet, idag måste skyddsvallar och pirar byggas för att skydda stränderna.
- Problemen med malaria och bilharzia har ökat efter fördämningens tillkomst.